# Villers-la-Ville
Villers-la-Villelà một đô thị ở tỉnh Walloon Brabant. Tại thời điểm ngày 1 tháng 1 năm, 2006 Villers-la-Ville có dân số 9,572 người. Tổng diện tích là 47.45 km² với mật độ dân số là 202 người trên mỗi km².
Các làng:
- Marbais
- Mellery
- Sart-Dames-Avelines
- Tilly
- Villers-la-Ville